# 탄막 슈팅
탄막 슈팅(彈幕STG, danmaku)은 슈팅 게임의 세부 장르로, 탄막(彈幕)이라는 명칭에서 알 수 있듯이, 게임 화면이 적의 총알로 가득 찬다는 점이 특징이다.
탄막 슈팅은 전반적으로 난이도가 높으며, 화려한 탄막이 그 특징이라고 할 수 있다. 다만 대부분의 게임에서는 일반적인 슈팅 게임보다 피탄 판정(자신이 조종하는 기체에서 총알이 명중되었을때, 플레이어가 조종하는 기체가 폭발하면서 미스가 나는 부분)이 작고, 평소보다 느리게 이동할 수도 있다.
대표적인 탄막 슈팅 제작사에는 아케이드로는 케이브, 동인 서클에는 상하이 앨리스 환악단 등이 있다.